# Procloeon nelsoni
Procloeon nelsoni är en dagsländeart som beskrevs av John H. Wiersema 1999. Procloeon nelsoni ingår i släktet Procloeon och familjen ådagsländor. Inga underarter finns listade i Catalogue of Life.